# 24-es villamos (Prága)
A prágai 24-es jelzésű villamos a Kobylisy és a Kubánské náměstí között közlekedik.

## Útvonala
| Kubánské náměstí felé | Kobylisy felé |
| --- | --- |
| Březiněveská – Klapkova – Zenklova – Palmovka – Sokolovská – Na Poříčí – Havličkova – Dlážděná – Jindřišská – Vodičkova – Lazarská – Spálená – Karlovo náměstí – Vyšehradská – Na Slupi – Jaromírova – Křesomyslova – Otakarova – Vršovická – Kubánské náměstí | Kubánské náměstí – Vršovická – Otakarova – Křesomyslova – Jaromírova – Na Slupi – Vyšehradská – Karlovo náměstí – Spálená – Lazarská – Vodičkova – Jindřišská – Dlážděná – Havličkova – Na Poříčí – Sokolovská – Palmovka – Zenklova – Klapkova – Kobylisy |

## Megállóhelyei
| 0  | Březiněveská                | ∫  |                                         |
| 1  | Kobylisy végállomás         | 49 | C 3, 10, 17                             |
| 2  | Ke Stírce                   | 48 | 3, 10, 17                               |
| 4  | Okrouhlická                 | 47 | 3, 10                                   |
| 5  | Vychovatelna                | 46 | 3, 10                                   |
| 6  | Bulovka                     | 44 | 3, 10                                   |
| 7  | Vosmíkových                 | 42 | 3, 10                                   |
| 8  | U Kříže                     | 41 | 3, 10                                   |
| 9  | Stejskalova                 | 40 | 3, 10                                   |
| 10 | Divadlo pod Palmovkou       | ∫  | 3, 10                                   |
| 12 | Palmovka                    | 39 | B 1, 3, 6, 8, 10, 14, 16, 25            |
| 14 | Invalidovna                 | 36 | B 3, 8                                  |
| 15 | Urxova                      | 34 | 3, 8                                    |
| 17 | Křižíkova                   | 32 | B · 3, 8 · P7                           |
| 18 | Karlínské náměstí           | 31 | 3, 8                                    |
| 20 | Florenc                     | 30 | B C 3, 8                                |
| 21 | Bílá labuť                  | 29 | 3, 8, 14                                |
| 23 | Masarykovo nádraží          | 27 | B 3, 6, 14, 15, 26 S1 S2 S22 S34 S4 R41 |
| 25 | Jindřišská                  | 25 | 3, 5, 6, 9, 14, 15, 26                  |
| 27 | Václavské náměstí           | 23 | A B 3, 5, 6, 9, 14                      |
| 28 | Vodičkova                   | 21 | 3, 5, 6, 9, 14                          |
| 29 | Lazarská                    | 20 | 3, 5, 6, 9, 14                          |
| ∫  | Novoměstská radnice         | 18 | B 2, 3, 6, 14, 18, 22, 23               |
| 31 | Karlovo náměstí             | 17 | B 2, 3, 4, 6, 10, 14, 16, 18, 22, 23    |
| 32 | Moráň                       | ∫  | B 2, 3, 4, 10, 14, 16, 18               |
| 34 | Botanická zahrada           | 15 | 14, 18                                  |
| 36 | Albertov                    | 14 | 7, 14, 18                               |
| 37 | Ostrčilovo náměstí          | 13 | 7, 14, 18                               |
| 39 | Svatoplukova                | 12 | 7, 14, 18                               |
| 40 | Divadlo Na Fidlovačce       | 10 | 7, 14, 18                               |
| 42 | Otakarova                   | 9  | 6, 7, 11, 14, 18                        |
| 43 | Nádraží Vršovice            | 7  | 6, 7 R17 R21 S3 R43 R49 S8 S88 S9       |
| 45 | Bohemians                   | 6  | 6, 7                                    |
| 47 | Koh-i-noor                  | 3  | 6, 7, 22                                |
| 49 | Slavia                      | 1  | 6, 7, 22                                |
| 50 | Kubánské náměstí végállomás | 0  | 6, 7, 22                                |